# Wulguru cuspidata
Wulguru cuspidata är en plattmaskart som beskrevs av Leigh Winsor 1988. Wulguru cuspidata ingår i släktet Wulguru och familjen Convolutidae. Inga underarter finns listade i Catalogue of Life.